# Миллз, Джефф
Джефф Миллз (англ. Jeff Mills; род. 18 июня 1963, Детройт) — американский музыкант, диджей, работающий в жанре техно. Владелец лейблов Axis Records и Purpose Maker.

## Биография

### Ранние годы
Джефф Миллз родился в Детройте, в большой и музыкальной семье: отец играл на трубе, брат на «конгах» и ударных, старшие сестры на фортепиано, а сам Миллз в школе играл на корнете, просто потому, что «этот инструмент был маленьким». Детство и юность его прошли в северо-западной части Детройта, где он окончил младшую, среднюю и высшую школы, несколько позднее поступив в высшую школу Макензи, находившуюся на юге города. После окончания учёбы он несколько лет изучал архитектуру и только потом началась его музыкальная карьера.

### Работа на радио
Начав свою диджейскую практику в детройтских клубах Cheeks и Nectarine Ballroom Миллз постепенно обретал популярность и известность. В итоге один из детройтских диджеев того периода, бывший резидентом клуба Cheeks, Джон Коллинз (англ. John Collins), дал ему возможность выступить в своей радиопрограмме. Спустя некоторое время Миллзу предложили вести собственную радиопрограмму на местной радиостанции WDRQ. Именно здесь Миллз назвал себя «Волшебником» (Wizard) и на протяжении своего эфира не произносил ни слова. Стремясь к тому, чтобы как можно больше интересной музыки прозвучало в эфире он применял технические ходы из арсенала хип-хоповых диджеев в чём, некоторое время спустя, достиг больших высот. Его программа состояла из раннего электро, нью-вейва и хаус-музыки и длилась 45 минут. Спустя некоторое время популярность Миллза в городе, плюс его специфическая техника сведения, когда друг с другом, на бешеной скорости, сводились только самые интересные и ударные моменты треков. Влияние его радиопрограммы было настолько сильным, что даже через десять лет, после того как программа была закрыта руководством радиостанции в целом поколении детройтских диджеев ощущалось влияние миллзовского способа сведения и работы с пластинками.

### Final Cut
В качестве музыканта Миллз впервые попробовал себя в 1989 году, когда вместе с Тони Сроком (англ. Tony Srock) основали совместный индастриал-проект Final Cut, названный по «последнему» альбому группы Pink Floyd. Группа Final Cut являлась ответвлением от поп-группы True Faith, в которой пела Бриджет Грэйс (англ. Bridgett Grace). Вместе музыканты выпустили небольшое количество релизов, самым важным и успешным из которых является «Deep Into The Cut», а в записи трека «You Can’t Deny The Bass», в качестве клавишника, участвовал Майк Бэнкс (англ. Mike Banks), впоследствии сформировавший вместе с Миллзом творческое объединение Underground Resistance. Покинув лейбл Paragon, на котором издавались многие детройтские музыканты середины-конца восьмидесятых, музыканты ещё больше углубились в индастриал, который записывали в Чикаго и Бельгии (где такую музыку называли «electronic body music» или просто EBM). До 1990 года, когда Миллз ушёл из группы, чтобы вернуться к своим диджейским корням, группа записывала музыку, которая стояла на перепутье между индастриалом и ранним, очень жёстким, техно.

### Рождение Underground Resistance
Без дела Миллз сидел недолго. Объединив свои студийные инструменты вместе с Майком Бэнксом они начали устраивать совместные студийные сессии, пытаясь впоследствии пристроить свои записи на лейбл Хуана Аткинса (англ. Juan Atkins) Metroplex. Но эта идея успехом не увенчалась и в скором времени совместная работа Миллза и Бэнкса обросла собственной философией и сформировалось в движение под названием Underground Resistance. Изначально в этом движении они хотели объединить два стиля — более индустриальный от Final Cut и более лиричный от Members Of The House, в котором принимал участие Майк Бэнкс. Первые три релиза вышедшие на лейбле Underground Resistance как раз и являлись такими — с вокальными партиями и лирикой. Однако все быстро быстро изменилось в четвёртом релизе «Waveform», который вышел в 1991 году и заложил основы философии движения UR. Первое, что сделали музыканты, они поменяли привычное белое «яблоко» на пластинке на чёрное, тем самым давая понять, что недовольны активностью белых техно-музыкантов, которых двигал лейбл Plus 8. Чтобы создать как можно больше треков, «фирменный» метод UR был буквально зашифрован: «Мы делали формулы», рассказывал впоследствии Миллз в интервью журналу The Wire. «Не очень знаю, как об этом говорить… Мы делали так много разных вещей одновременно, потому что мы делали формулы…» — Долгая пауза. — «Множество вещей основывалось на тройной идее — мы применяли цифру три в секвенциях и музыкальных слоях. Вот и всё, что я могу об этом рассказать!» Однако Миллз недолго пробыл в составе Underground Resistance, хотя до сих является его почетным членом. В 1992 году он получил приглашение от владельца очень влиятельного нью-йоркского клуба «Limelight» Питера Гатиена (англ. Peter Gatien) стать резидентом его клуба. Миллз покинул Детройт и перебрался на Манхэттен.

### Сольная карьера
Не успев как следует приступить к работе резидентом клуба «Limelight» на берлинском лейбле Tresor Миллз выпустил свой дебютный альбом «Waveform Transmission vol. 1». На этом альбоме была представлена очень жесткая и очень минималистичная техно-музыка, которая в чём-то отсылала к жесткой и минималистиной чикагской музыке восьмидесятых, вроде той, что записывал K. Alexy. Проработав в Нью-Йорке чуть меньше года Миллз переехал в Чикаго, где, вместе с Робертом Худом (англ. Robert Hood), запустил лейбл Axis на котором выходили преимущественно работы самого Миллза, среди которых были как экспериментальные (вроде тех, что записывались под псевдонимом X-103), так и ставшие настоящей классикой техно (вроде «Mecca EP», «Growth EP» или «Humana EP»).
К моменту выхода в 1994 году его второго альбома «Waveform Transmission vol. 3» Миллз уже состоявшийся и очень уважаемый на техно-сцене артист. Постоянно передвигаясь между Детройтом, Чикаго и Берлином он неустанно вырабатывает все новые и новые концепции, философию (яркий пример пластинка «Cycle 30»), все больше фокусируясь на герметичных и минималистичных структурах.
К 1995 году он заканчивает работу над серией треков, которых сам называет «звеньями» («links») и постоянно использует в своих диджейских выступлениях. Эти работы попадают на пластинку «Purpose Maker» и являясь менее абстрактными, чем то, что обычно записывал Миллз на Axis, привлекают к артисту внимание более широкой аудитории. Тогда же Джефф, специально для диджеев, запускает ещё один лейбл — Purpose Maker. Несколько позже, в 1999 году, Миллз основывает ещё один лейбл, более экспериментального толка, Tommorow.
В 1996 году, сначала в Японии, а потом уже и во всем мире, на CD выходит его дебютный диджейский микс «Live Mix At Liquid Rooms», составленный из трёх фрагментов его живого выступления записанного в токийском клубе Liquid Room 28 октября 1995 года.
После выпуска альбома-компиляции «The Other Day», содержащего наиболее примечательные работы Миллза созданные им в начале становления Axis и альбома, выпущенного специально для японского рынка «From The 21st», музыкант создает собственные музыкальные интерпретации знаменитого фильма Фрица Ланга 1928 года «Метрополис».
Вообще поздний Миллз уже скорее исследователь, экспериментатор, философ. Это хорошо заметно в его альбоме «The Time Machine», вышедший на Tommorrow в 2001 году. Практически каждый последующий свой крупный релиз он снабжает концепциями и философией. Будь это специальный микс «The Mission Objective» записанный под испанский фестиваль Sonar и намекающий на существование жизни на Марсе, будь это серия пластинок под общим названием «See The Light», посвященные человеческим взаимодействиям или посвященный проблемам психологии «Lifelike» или же его специальный DVD-проект «The Exhibitionist», вышедший на лейбле React в 2004 году и который, по словам Миллза, являет собой «капсулу времени», в которой диджейство представлено как форма искусства. В своих последних альбомах «Contact Special» и «One Man Spaceship» Миллз выстраивает атмосферу на астральных путешествиях, гудках, повторяющемся ритме и все это вместе взятое создает своеобразную мозаику. «В определённый момент ты перестаёшь замечать, что это шесть разных синтезаторов играют вместе, отдельно, создают мелодии сами по себе», — говорит он.
До 2013 года Джефф Миллз проживал в Чикаго, где со своей женой содержал небольшой модный магазин под названием «Gamma Player». Помимо этого он регулярно выступал с различными оркестрами и постоянно, в качестве диджея, выступал в различных мировых клубах.

## Дискография

### Альбомы
- Waveform Transmission — Volume 1 (1993)
- Waveform Transmission — Volume 3 (1994)
- Purpose maker Compilation (1996)
- The Other Day (1997)
- From the 21st (1999)
- Metropolis (2000) (саундтрек к фильму Фрица Ланга)
- The Art of Connecting (2000)
- Lifelike (2000)
- Actual (2002)
- At First Sight (2002)
- The Three Ages (2005) (новый саундтрек к фильму Бастера Китона)
- Contact Special (2005)
- Blue Potential (2006)
- One Man Spaceship (2007)
- Niteroi (2009)
- The Drummer (2009)
- The Good Robot (2009)
- Fantastic Voyage (2011)
- The Power (2011)
- 2087 (2011)
- The Messenger (2012)
- The Jungle Planet (2013)
- Emerging Crystal Universe (2014)
- Woman In The Moon (2014)
- When Time Splits (with Mikhail Rudy) (2015)
- Proxima Centauri (2015)
- Free Fall Galaxy (2015)
- A Trip to the Moon (2017)
- Planets (2017)

### Диджейские миксы и компиляции
- Mix-Up Volume 2 Live at the Liquid Room (1996) (фрагменты живого диджейского выступления)
- Exhibitionist (2004) (диджейский микс, также вышел на DVD)
- Choice: A Collection of Classics (2004)
- The Mission Objective (2005) (диджейский микс)
- Gamma Player Compilation Vol 1: The Universe By Night (2008) (диджейский микс)